# 테스코

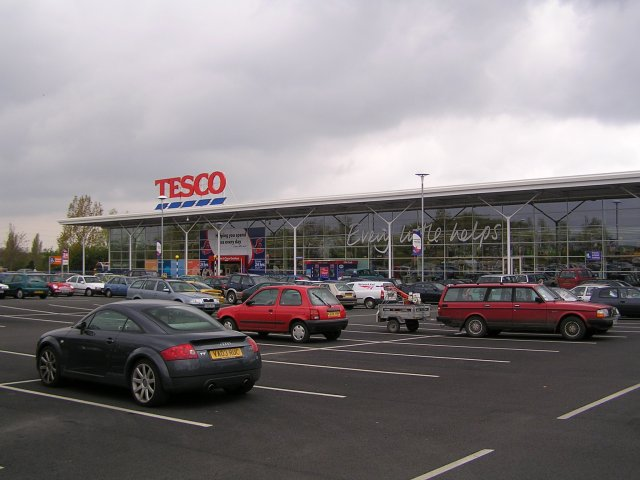
영국에 있는 테스코 매장

테스코 plc(영어: Tesco plc, 런던: TESCO)는 영국의 대형 유통 업체이다. 미국의 월마트와 프랑스의 까르푸와 함께 세계 최대의 소매유통업체이다.

## 역사
1919년 런던의 이스트엔드오브런던 구역에서 잭 코언(Jack Cohen)이 설립한 소규모 상점으로 출발한다. 잭 코언은 그 후 T.E. Stockwell라는 이름의 차 공급업체와 자신의 이름 코언의 앞 두글자를 조합하여 TESCO라는 상표를 사용하였는데 이것이 사명의 기원이 되었다. 테스코는 이후 급성장하여 1947년 런던 증권거래소에 상장하였고 1950년대에 대형 슈퍼마켓을 열었고 1960년대에 800여 개의 점포를 보유하였다. 1980년대 ~ 1990년대에 여러 유통업체들을 인수하고 적극적으로 해외에 진출하여 더욱 성장했다. 특히 새롭게 떠오른 시장인 동유럽과 아시아 시장에서 큰 성공을 거두었다.
그러나 2014년 9월 말 사내 고발로 분식회계 사실이 적발됐다.

## 대한민국
대한민국에는 1999년 삼성물산과 50대 50으로 공동 출자한 삼성테스코라는 합작 법인을 세워 진출하여 홈플러스라는 상호로 대형할인마트를 설립해 국내 유통시장에 진출했다. 2008년 한국 까르푸를 인수했었던 이랜드그룹으로부터 대형마트 홈에버를 매입했고, 2011년에는 삼성물산 지분 전량을 인수했다.
그러나 영국 본사의 분식회계 사실이 적발된 후 홈플러스를 매물로 올렸고, 2015년 10월에 사모펀드인 MBK 파트너스에 홈플러스를 매각했다. mbk파트너스 단독인수 이에 따라 대한민국에서 철수하였다.

## 같이 보기
- 월마트
- ASDA
- 세인즈버리스
- 알디